# 邓元锡
鄧元錫（1529年—1593年），字汝極，号潜谷。江西新城县城南津（今属江西省黎川县日峰镇）人。

## 生平
生于明世宗嘉靖六年，十七歲執行社倉法，为诸生，早年師從邹守益、劉邦采，嘉靖三十四年（1555年）中舉，不赴會舉，潜心治学三十年，学识渊博，人称“潜谷先生”。万历二十年卒。有《潜学编》十二卷，及《五经绎》、《函史》等。
与吴与弼、章潢、劉元卿并蒙荐辟，号「江右四君子」。